# Светий Іван-Зелина

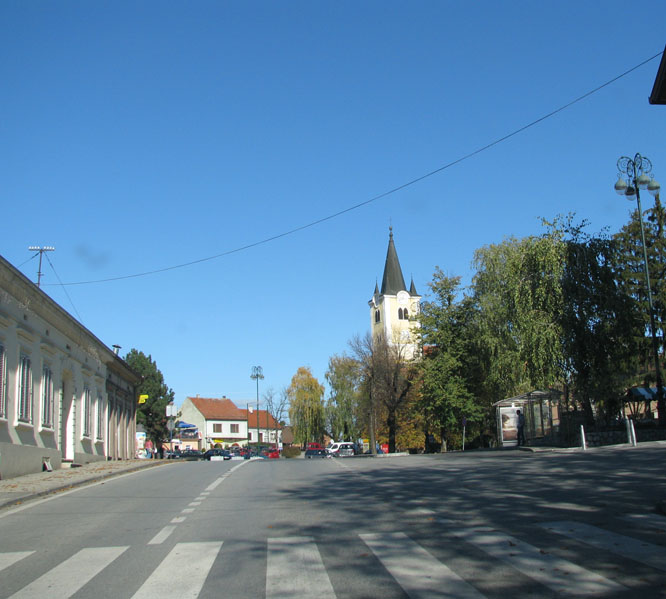
Середмістя

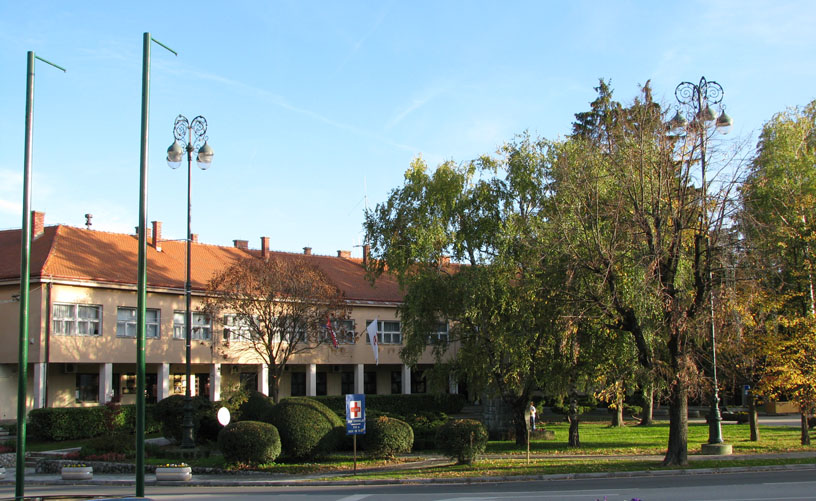
Міська управа

Светий Іван-Зеліна (хорв. Sveti Ivan Zelina) — місто в північній Хорватії, в адміністративному підпорядкуванні Загребській жупанії. Центр однойменного муніципалітету з населенням 16 268 жителів, з яких 98,38% становлять хорвати.

## Положення
Светий Іван-Зеліна розташований на південно-східному схилі Медведниці, за 37 км на північний схід від Загреба, при долині річки Лоньї на автомагістралі Загреб - Вараждин.

## Населення
Населення громади за даними перепису 2011 року становило 15 959 осіб. Населення самого міста становило 2 764 осіб. Для жителів відомий хорватський мовознавець Ватрослав Рожич наводить назву «свято-іван-зелінці».
Динаміка чисельності населення громади:
Динаміка чисельності населення міста:

## Історія
Це старий культурний та економічний центр Хорватського передгір'я. Він вперше згадується в 1185 р., а привілеї вільного міста дістає в 1328 р. Виник навколо церкви Св. Іоанна Хрестителя, чиє свято 24 червня відзначається як День міста.
З 1947 по 1990 рік, за часів комуністичного режиму, місто звалося Зеліна.

## Освіта
У місті є дві початкові школи та одна середня.

## Населені пункти
Крім міста Светий Іван-Зелина, до громади також входять: 
- Банє Село
- Бериславець
- Бишкупець-Зелинський
- Блашковець
- Блажевдол
- Брег-Мокрицький
- Брезовець-Зелинський
- Букев'є
- Буковець-Зелинський
- Буняк
- Цурковець
- Чречан
- Доня Дренова
- Доня Топличиця
- Доня Зелина
- Донє Ореш'є
- Донє Псар'єво
- Дубовець-Бишацький
- Филиповичі
- Горичанець
- Горичиця
- Горня Дренова
- Горня Топличиця
- Горнє Ореш'є
- Горнє Псар'єво
- Горній Винковець
- Храстє
- Хрнянець
- Калинє
- Келеминовець
- Кладещиця
- Комин
- Кречавес
- Крижевчець
- Лактець
- Майковець
- Мариновець-Зелинський
- Мокриця-Томашевецька
- Неспеш
- Новаковець-Бисаський
- Ново Мєсто
- Обреж-Зелинський
- Пауковець
- Полонє
- Полонє-Томашевецько
- Преполно
- Претоки
- Радоїще
- Салник
- Селниця-Псар'євацька
- Суходол-Зелинський
- Света Хелена
- Шаловець
- Шулинець
- Шурдовець
- Томашевець
- Велика Гора
- Вуков'є-Зелинсько
- Задрковець
- Зринщина
- Житомир

## Клімат
Середня річна температура становить 10,48°C, середня максимальна – 24,40°C, а середня мінімальна – -5,56°C. Середня річна кількість опадів – 874 мм.
| Клімат міста                                  | Клімат міста | Клімат міста | Клімат міста | Клімат міста | Клімат міста | Клімат міста | Клімат міста | Клімат міста | Клімат міста | Клімат міста | Клімат міста | Клімат міста | Клімат міста |
| Показник                                      | Січ.         | Лют.         | Бер.         | Квіт.        | Трав.        | Черв.        | Лип.         | Серп.        | Вер.         | Жовт.        | Лист.        | Груд.        |              |
| Середній максимум, °C                         | 6,14         | 7,84         | 12,12        | 16,38        | 21,36        | 24,40        | 23,47        | 22,92        | 18,98        | 13,97        | 8,48         | 4,74         |              |
| Середня температура, °C                       | 0,28         | 1,99         | 6,28         | 10,54        | 15,51        | 18,55        | 20,14        | 19,58        | 15,66        | 10,65        | 5,15         | 1,42         |              |
| Середній мінімум, °C                          | −5,56        | −3,86        | 0,42         | 4,70         | 9,66         | 12,70        | 16,80        | 16,26        | 12,33        | 7,32         | 1,82         | −1,91        |              |
| Норма опадів, мм                              | 47           | 47           | 58           | 67           | 77           | 98           | 81           | 87           | 81           | 83           | 85           | 63           |              |
| Середньомісячна швидкість вітру, м/с          | 1.90         | 2.10         | 2.50         | 2.40         | 2.23         | 2.00         | 1.99         | 1.80         | 1.80         | 1.88         | 1.96         | 1.94         |              |
| Середньомісячна сонячна радіація, кДж/м²·день | 4095         | 6885         | 10493        | 14903        | 19018        | 20871        | 21770        | 18993        | 14156        | 8731         | 4532         | 3303         |              |
| --------------------------------------------- | ------------ | ------------ | ------------ | ------------ | ------------ | ------------ | ------------ | ------------ | ------------ | ------------ | ------------ | ------------ | ------------ |
| Джерело:                                      |              |              |              |              |              |              |              |              |              |              |              |              |              |

## Пам'ятки
На центральній площі міста знаходиться винний дім. 
У місті також є пам'ятники воїнам хорватської війни за незалежність та бійцям Хорватського домобранства часів Другої світової.